# Enginyeria geològica
L'enginyeria geològica és la branca de l'enginyeria que aborda la resolució de problemes relacionats amb la interacció directa i indirecta, de l'home amb el medi geològic, entenent aquest com el suport de les activitats humanes.

## Concepte d'enginyer geòleg
El concepte d'enginyeria geològica i, en conseqüència, el d'enginyeria geològica, comprenen un ampli ventall de definicions condicionades pel país d'origen. Bell (1992) defineix l'Enginyeria Geològica com l'aplicació de la geologia a l'enginyeria pràctica o, dit d'una altra manera, és la disciplina encarregada d'estudiar tots els factors geològics que intervenen en la localització, disseny, construcció i manteniment dels treballs d'enginyeria. De manera semblant González de Vallejo et al. (2002) defineixen l'Enginyeria Geològica com la ciència aplicada a l'estudi i solució dels problemes de
enginyeria i medi ambient. Al seu torn la International Association of Engineering Geology (IAEG, 1992) defineix l'Enginyeria Geològica com la disciplina dedicada a la investigació, estudi i resolució de problemes d'enginyeria i medi ambient que poden resultar de la interacció entre la geologia i els treballs o activitats humanes, així com a la predicció i
desenvolupament de mesures de prevenció o correcció de riscos geològics.
Aquestes apreciacions queden molt més clares si consultem el significat dels termes Enginyeria i Geologia en el Diccionari Essencial de les Ciències,  Reial Acadèmia de Ciències Exactes, Físiques i Naturals  (2002):
• Enginyeria: Conjunt de coneixements i tècniques l'aplicació permet la utilització racional dels materials i recursos naturals, mitjançant invencions, construccions o altres realitzacions profitoses per a l'home.
• Geologia: Estudi de la disposició dels materials que constitueixen la litosfera terràqüia, de les causes que originen aquesta disposició i dels efectes dels agents que l'alteren.
De totes aquestes definicions es desprèn un cos comú que permet definir l'Enginyeria Geològica com la disciplina que estudia i s'ocupa de la resolució de problemes relacionats amb la interacció directa i indirecta, de l'home amb el medi geològic, entenent aquest com el suport de les activitats humanes.

## Pla d'estudis a l'Escola de Camins(Barcelona)
El pla d'estudis, que té una durada de quatre anys (amb un total de 240 crèdits) és el següent:

## Pla d'estudis a laUniversitat de Salamanca(Espanya)
El pla d'estudis té una durada de cinc anys. Primer cicle: tres anys en què s'estudien ciències base de l'enginyeria, geologia i enginyeria fonamental. Segon cicle: dos anys en què s'estudien les seves aplicacions.
 Pla d'estudis del 2001:  Mecànica i termodinàmica, electricitat i magnetisme, fonaments químics de l'enginyeria, expressió gràfica i topografia, cartografia geològica, cristal·lografia, mineralogia, estratigrafia, paleontologia, geomorfologia, dinàmica global i geologia estructural, petrologia, mecànica per a enginyers, resistència de materials, anàlisi d'estructures, formigó armat i pretesat, fonaments de ciència i tecnologia dels materials, materials de construcció, elasticitat, plasticitat i fractura dels materials, lleis de comportament dels materials, hidràulica, aplicacions informàtiques a la geologia, mètodes numèrics, estadística, geologia aplicada a l'enginyeria, geofísica aplicada, prospecció geoquímica, mecànica de sòls, mecànica de roques, tècniques constructives en enginyeria geològica, roques industrials, minerals d'interès econòmic, riscos geològics, teledetecció i SIG, hidrologia, enginyeria sísmica, enginyeria ambiental, prospecció oceànica, geologia d'Espanya, projectes, economia i direcció d'empresa.

## Sortides professionals
Enginyeria civil (geotècnia). Riscos naturals i medi ambient. Recursos naturals. Fonamentacions i estructures de contenció. Tractament de millora i reforç del terreny. Excavacions i túnels. Estabilitat de talussos. Terraplens. Geotècnia portuària i de costes: molls d'atracada, plataformes petrolieres, dics, dragats, ... Disseny d'estructures sismoresistentes. Reconeixement del terreny: estudis geotècnics. Control de qualitat de materials. Captació d'aigües, preses i dics de materials solts. Estudis oceanogràfics. Recuperació d'aigües contaminades: sòls i aqüífers. Estudis d'impacte ambiental. Ubicació, construcció i segellat d'abocadors. Ordenació del territori per predir i mitigar riscos naturals. Canalització fluvials. Estudi d'àrees inundables. Avaluació de la qualitat de les aigües. Avaluació, explotació i gestió de recursos minerals, petris i d'aigües subterrànies. Producció, transformació i control dels recursos. Gestió racional dels recursos hídrics.